# Cédric Si Mohamed
Cédric Si Mohamed (arab. سدريك سي محمد, Sidrīk Sī Muḥammad; ur. 9 stycznia 1985 w Roanne) – piłkarz algierski grający na pozycji bramkarza. Od 2017 roku jest zawodnikiem klubu US Biskra.

## Kariera klubowa
Swoją karierę piłkarską Si Mohamed rozpoczął w klubie FC Gueugnon. Następnie został zawodnikiem AS Yzeure i zadebiutował w nim w 2005 roku w rozgrywkach czwartej ligi francuskiej. W sezonie 2006/2007 grał w Jura Sud Football, a w sezonie 2007/2008 – w Vesoul Haute-Saône. Z kolei w sezonie 2008/2009 występował w FC Montceau.
Latem 2009 roku Si Mohamed został zawodnikiem JSM Béjaïa. Swój debiut w nim zanotował 6 sierpnia 2009 roku w zremisowanym 1:1 domowym meczu z MC El Eulma. W sezonie 2010/2011 wywalczył z JSM Béjaïa wicemistrzostwo Algierii. W latach 2013–2017 grał w CS Constantine. W 2017 trafił do US Biskra.
| Sezon   | Klub               | Kraj     | Rozgrywki         | Mecze | Bramki |
| ------- | ------------------ | -------- | ----------------- | ----- | ------ |
| 2005/06 | AS Yzeure          | Francja  | CFA               | 24    | 0      |
| 2006/07 | Jura Sud Football  | Francja  | CFA               | 16    | 0      |
| 2007/08 | Vesoul Haute-Saône | Francja  | CFA               | 34    | 0      |
| 2008/09 | FC Montceau        | Francja  | CFA               | 11    | 0      |
| 2009/10 | JSM Béjaïa         | Algieria | Première Division | 33    | 0      |
| 2010/11 | JSM Béjaïa         | Algieria | Première Division | 13    | 0      |
| 2011/12 | JSM Béjaïa         | Algieria | Première Division | 25    | 0      |
| 2012/13 | JSM Béjaïa         | Algieria | Première Division | 20    | 0      |
| 2013/14 | CS Constantine     | Algieria | Première Division | 24    | 0      |
| 2014/15 | CS Constantine     | Algieria | Première Division | 26    | 0      |
| 2015/16 | CS Constantine     | Algieria | Première Division | 26    | 0      |
| 2016/17 | CS Constantine     | Algieria | Première Division | 23    | 0      |
| 2017/18 | US Biskra          | Algieria | Première Division | 14    | 0      |

## Kariera reprezentacyjna
W reprezentacji Algierii Si Mohamed zadebiutował 26 maja 2012 roku w wygranym 3:0 towarzyskim meczu z Nigrem. W 2013 roku został powołany do kadry na Puchar Narodów Afryki 2013.